# Целий Онерат
Целий Онерат (на латински: Caelius Honoratus, на гръцки: Και Ονερατου) е римски управител на провинция Тракия (legatus Augusti pro praetore Thraciae) по времето на август Септимий Север през 195 г. Произхожда от знатния римски род Целии. Негов дядо вероятно е Квинт Целий Хонорат, суфектконсул през 105 г.
Участва в издаването на монетни емисии чрез градските управи на Филипопол (дн. Пловдив), Перинт (дн. Мармара Ерейли) и Пауталия (дн. Кюстендил). Монетни печати на Филипопол и Пауталия показват, че заема този пост непосредствено преди Тит Статилий Барбар. Вероятно участва във военните действия на територията на Тракия през гражданската война от 194 – 195 г. между Септимий Север и Песцений Нигер на страната на първия.